# Zailacher Bach
Der Zailacher Bach (früher und umgangssprachlich heute noch Zeilbach genannt) ist ein etwa 6 km langer rechter Zufluss der Fränkischen Rezat im Naturpark Frankenhöhe im mittelfränkischen Landkreis Ansbach.

## Name
Der Name Zeilbach weist auf den Uferbewuchs mit Gesträuch (mittelhochdeutsch zîl= Dorn, Busch, Gesträuch) hin. Der Ortsname Zailach bedeutet Aue am Zeilbach (mhd. zîl-ouwe). Aufgrund seiner geringen Bedeutung verlor der Bach seinen ursprünglichen Namen und wird amtlich nur noch Zailacher Bach genannt.

## Geographie

### Verlauf
Der Zailacher Bach entspringt westlich des Colmberger Gemeindeteils Kurzendorf auf etwa 446 m ü. NHN im Dreieck zwischen der  Staatsstraße 2250 und der  Kreisstraße AN 20 im Waldgebiet Wäsach etwa 600 m östlich der Europäischen Hauptwasserscheide. Der Bach fließt überwiegend in Richtung Osten parallel zur Staatsstraße 2250 von Rothenburg nach Lehrberg.
Kurz nach seinem Ursprung durchfließt er in der Senke zwischen Hornsberg und Gebhartsleite vier kleinere Fischweiher und unterquert dann die Kreisstraße AN 20. Nach etwa 1,1 km nimmt er nördlich von Kurzendorf linksseits den etwa 2,0 km langen Hochbrunngraben auf. Dieser hat seine Quelle, den Hochbrunn, am Fuchsranken, nimmt von links das Wasser aus der historischen Schaftränke auf, durchfließt den Lehrberger Gemeindeteil Häslabronn, kreuzt die Staatsstraße 2250 und folgt der Gemeindeverbindungsstraße von Häslabronn nach Kurzendorf bis zu seiner Mündung in den Zailacher Bach. 
Östlich von Kurzendorf fließt er in dem weiten Tal zwischen den Höhenrücken Wolfsklingen und Hürbelranken. Er nimmt von links den Weihergraben und am westlichen Ende von Zailach den Wolfsklingengraben auf. Er fließt südlich am Ortsrand von Zailach vorbei, wendet sich dann nach Südosten, unterquert beim Lehrberger Industriegebiet In der Seel die Bundesstraße 13. Kurz vor seiner Mündung in die Rezat nimmt er das Wasser der Lehrberger Kläranlage und den Industriegraben von links auf. 
Er mündet auf 407 m ü. NHN in die Fränkische Rezat.

### Einzugsgebiet
Das Einzugsgebiet des Zailacher Bach ist etwa 9,3 km² groß. Naturräumlich gesehen liegt es auf den Bibert-Schwabach-Rezat-Platten, einem Teil des Unterraums Südliche Mittelfränkische Platten des Mittelfränkischen Beckens. Mit etwa 522 m ü. NHN ist es am höchsten auf dem südlich verlaufenden Höhenrücken Horn.
Landschaftlich besteht es aus offener Flur, in der Ackerland und vor allem Wiesen dominieren. In ihm liegen lediglich die drei Weiler Kurzendorf, Häslabronn und Zailach. Es liegt vollständig im Landkreis Ansbach.
Reihum grenzen die Einzugsgebiete der folgenden Nachbargewässer an:
- Im Westen verläuft ein kurzes Hauptwasserscheidenstück gegen die obere Altmühl;
- im Norden mehrere kleine Bäche, die der Rezat zufließen;
- im Südosten der Hürbeler Bach, der direkt zur Rezat fließt;
- im Südwesten der Onolzbach.

### Zuflüsse
- Hochbrunngraben, von links und Nordwesten auf etwa 427 m ü. NHN gegenüber Kurzendorf, ca. 2,1 km und ca. 2,0 km²
- Weihergraben, von links und Nordnordwesten auf etwa 424 m ü. NHN wenig nach Kurzendorf, ca. 0,9 km und ca. 0,5 km²
- Wolfsklingengraben, von links und Westnordwesten auf etwa 417 m ü. NHN im westlichsten Zailach, ca. 1,2 km und ca. 0,9 km²; unbeständig
- Weihergraben, von rechts und Südwesten auf etwa 416 m ü. NHN gegenüber Zailach, ca. 2,0 km und ca. 1,4 km²

### BayernAtlas („BA“)
Amtliche Online-Gewässerkarte mit passendem Ausschnitt und den hier benutzten Layern: Lauf und Einzugsgebiet des Zailacher Bachs
Allgemeiner Einstieg ohne Voreinstellungen und Layer: BayernAtlas der Bayerischen Staatsregierung (Hinweise)
1. 1 2 3 4  Höhe abgefragt auf dem Hintergrundlayer Amtliche Karte (Rechtsklick).
2. 1 2  Einzugsgebiet abgemessen auf dem Hintergrundlayer Amtliche Karte.
3. 1 2  Länge abgemessen auf dem Hintergrundlayer Amtliche Karte.

### Sonstige
1. 1 2  Elisabeth Fechter: Die Ortsnamen des Landkreises Ansbach. Inaugural-Dissertation. Erlangen 25. Juli 1955, DNB 480570132, OCLC 872378821, S. 209 (212 S.).
2. ↑  Relation: Zailacher Bach (16397737). In: OpenStreetMap. OSM, abgerufen am 30. September 2023.
3. ↑  Franz Tichy: Geographische Landesaufnahme: Die naturräumlichen Einheiten auf Blatt 163 Nürnberg. Bundesanstalt für Landeskunde, Bad Godesberg 1973. → Online-Karte (PDF; 4,0 MB)